# Anomoia solennis
Anomoia solennis är en tvåvingeart som först beskrevs av Richter 1969.  Anomoia solennis ingår i släktet Anomoia och familjen borrflugor. Inga underarter finns listade i Catalogue of Life.